# Belgrade, Maine
Belgrade är en kommun (town) i Kennebec County i den amerikanska delstaten Maine med en yta av 150 km², därav 38 km² är vatten, och en folkmängd, som uppgår till 2 978 invånare (2000). Belgrade grundades den 3 februari 1796, och fick sitt namn efter staden Belgrad i Serbien.

## Kända personer från Belgrade
- Lot M. Morrill, politiker, finansminister 1876-1877